# Оленья Губа
Оленья Губа — населённый пункт в Мурманской области. Входит в административный округ Гаджиево в составе ЗАТО Александровск. До 2008 года входил в состав ЗАТО Скалистый. Расположен на южном берегу губы Оленьей Кольского залива Баренцева моря в 4 км от Гаджиева. В посёлке расположена база ВМФ. В посёлке в братской могиле похоронен экипаж подводной лодки С-80, затонувшей в 1961 году. Действует средняя школа № 280 и детский сад, также работает культурно-молодёжный центр.

## Название
Название происходит от поморского «губа» — залив, а «оленья» связано с тем, что в прошлом здесь размещались стада промысловых оленей.

## История
Упоминание населённого пункта Оленья Губа как административно-территориальной единицы впервые встречается в документе исполнительного комитета Александровского волостного Совета рабочих, крестьянских и рыбацких депутатов от 3 мая 1920 года. Этот день считается днём образования посёлка.
После ликвидации Александровского сельсовета 4 июня 1920 года и до 1932 года сведений об Оленьей Губе не имеется. Но по архивным данным известно, что с момента основания и до конца 1930-х годов посёлок был рыбацким и оленеводческим.
По мере формирования Северного флота в конце 1930-х годов Оленья Губа перестраивается под военно-морскую базу — сооружаются причалы, склады, казармы, госпиталь, база отдыха моряков. Интерес военных обусловлен удобным расположением посёлка — хорошо защищённая бухта с глубинами до 60 м, расположенная недалеко от выхода в Кольский залив и Баренцево море и в непосредственной близости от Екатерининской гавани (город Полярный, бывший Александровск) — первой базы Северного флота СССР. В тот период дороги до Оленьей Губы не было, снабжение и доставка строительных материалов осуществлялась морем.
Во время Великой Отечественной войны в Оленьей Губе базировался дивизион торпедных катеров, ныне 108-й Печенгский Краснознамённый ордена Ушакова I степени дивизион малых ракетных кораблей.
В послевоенный период гражданское население в посёлке отсутствовало — гражданские лица проживали в рядом расположенном посёлке Щитовая, на месте которого ныне построен СРЗ Нерпа.
С 1957 года в Оленьей Губе базировалась 212-я отдельная бригада подводных лодок с крылатыми ракетами, а также 140-я отдельная бригада подводных лодок с баллистическими ракетами. В 1961 году на базе 140-й бригады были созданы две дивизии ракетных ПЛ 16-я дивизия включала только дизель-электрические ПЛ и вскоре была переведена на Балтийский флот, а 18-я дивизия со временем перевооружена атомными подводными лодками, в 1976 году она перебазирована в Гремиху, и с этого времени в Оленьей базировалась 13-я дивизия РПКСН, расформированная в 2000 году.
По состоянию на 2023 год в Оленьей Губе базируются 29-я дивизия подводных лодок Северного флота и дивизион малых ракетных кораблей.

## Население
| 2002 | 2010  |
| ---- | ----- |
| 2041 | ↘1661 |

Численность населения, проживающего на территории населённого пункта, по данным Всероссийской переписи населения 2010 года составляет 1661 человек, из них 1132 мужчины (68,2 %) и 529 женщин (31,8 %).

## Улицы
- ул. Дьяченко
- ул. Строителей